# Paulo Simão
Paulo Simão (Barreiro, 27 de abril de 1976) é um ex-basquetebolista português que integrou a Seleção Portuguesa de Basquetebol Masculino.